# Paragomphus tachyerges
Paragomphus tachyerges – gatunek ważki z rodziny gadziogłówkowatych (Gomphidae).